# Caradrina orientalis
Caradrina orientalis là một loài bướm đêm trong họ Noctuidae.